# Bang! (film)
Pour plus de détails, voir Fiche technique et Distribution.
Bang! est un film suédois réalisé par Jan Troell, sorti en 1977.

## Fiche technique
- Titre français : Bang!
- Réalisation : Jan Troell
- Scénario : Jan Troell, Georg Oddner et Sven Christer Swahn d'après son roman
- Photographie : Jan Troell
- Montage : Jan Troell
- Musique : Karl-Erik Welin
- Pays d'origine : Suède
- Format : Couleurs - 1,66:1 - Mono
- Genre : drame
- Date de sortie : 1977

## Distribution
- Susan Hampshire : Cilla Brown
- Yvonne Lombard : Lena
- Ulf Palme : Johnny